# Karol Lipiński
Karol Józef Lipiński (Radzyń Podlaski, 30 ottobre 1790 – Urłów (Leopoli), 16 dicembre 1861) è stato un violinista e compositore polacco.
Nato in un'importante famiglia di musicisti, fu in competizione con Niccolò Paganini. Dal 1839 al 1859 fu alla corte di Dresda. Successivamente si ritirò a vita privata. Le sue composizioni sono influenzate dallo stile italiano e paganiniano, tra esse spiccano i concerti per violino, pezzi per violino e pianoforte e soprattutto i capricci per violino solo (4 raccolte).
Fu anche proprietario del violino Stradivari Lipinski del 1715, lavoro del celebre liutaio Antonio Stradivari, a cui diede il nome con cui è conosciuto ancora oggi.